# 泰希维茨
泰希维茨（德語：Teichwitz）是德国图林根州的市镇，隶属于格赖茨县。总面积为3.07平方千米，截至2023年12月31日总人口为96人。